# Zbiornik Krzemieńczucki
Zbiornik Krzemieńczucki (ukr. Кременчуцьке водосховище) – sztuczny zbiornik wodny na Dnieprze, na terenie obwodu połtawskiego, kirowohradzkiego i czerkaskiego Ukrainy.
Znajduje się pomiędzy Zbiornikiem Kaniowskim a Kamieńskim.
Zbiornik został utworzony dzięki przegrodzeniu Dniepru Zaporą Krzemieńczucką z Krzemieńczucką Elektrownią Wodną. Został napełniony w latach 1959–1961. Powierzchnia zalewu wynosi 2252 km² (jest największym na Ukrainie), a objętość zgromadzonej wody – 13,5 km³ (drugie miejsce na Ukrainie). Długość zbiornika to 149 km, szerokość maksymalna 28 km (średnia 25 km), największa głębokość – 28 m.
Wpływa do niego z prawej strony rzeka Tiasmyn, z lewej Supij.